# La Mulatière
La Mulatière es una comuna francesa situada en la Metrópoli de Lyon, de la región de Auvernia-Ródano-Alpes. Pertenece a la aglomeración urbana de Lyon.
Los habitantes se llaman Mulatins y Mulatines.

## Geografía
Está ubicada a la orilla derecha de la confluencia de los ríos Ródano y Saona y fronteriza de la ciudad de Lyon al suroeste.

## Historia
Se fundó la comuna en 1885 al separarse de la de Sainte-Foy-lès-Lyon.

## Demografía
| 3 315           | 3 628 | 4 067 | 3 674 | 3 937 | 4 401 | 7 588 | 8 073 | 7 886 | 7 716 | 7 296 | 6 733 | 6 567 | 6 480 | 6 260 |
| (Fuente: INSEE) |       |       |       |       |       |       |       |       |       |       |       |       |       |       |